# 崎津村 (鳥取県)
崎津村（さきつそん）は、明治22年（1889年）から昭和29年（1954年）にかけて鳥取県に存在した村。はじめ会見郡、明治29年（1896年）からは西伯郡に所属。
大崎村（現・鳥取県米子市大崎）・葭津村（現・鳥取県米子市葭津）が合併して成立。

## 葭津
弓浜半島中央部の内浜に位置し、南は中海に面する。地名の由来は葭が多く生えていたことにちなむ。
天正年間平知盛の末裔を称する平清重の孫（友森氏）が当地に転住し、4代目観蔵が高松村・河崎村までを開発したと伝えられ俗に『観蔵開き』という。また讃岐高松出身の浪人善左衛門（阿川氏）が定住して開発したとも伝えている。

### 近世
葭津村
江戸時代から明治22年（1889年）までの村名。万治2年（1659年）の藩の記録に吉津と書かれてあり、そのころ9戸の家があったと言われる。阿川氏、石橋氏、友森氏、山口氏、吉岡氏、長谷川氏、渡部氏、安田氏、松本氏などである。開発の時期は江戸時代初期と思われる。万延元年（1860年）に書かれた当村からの上申書によると、流浪していた讃岐高松出身の浪人善左衛門（阿川氏）はこの辺りを見立て開拓試作を試み、雲州、及び近郷の者を呼び寄せ、米子町人数名から出資を受け、開発を始めたという。
元禄初期まで「麦垣新田」と称し、元禄5年（1692年）に葭津村と改めている。享保4年（1719年）周辺7ヶ村同様に綿の抜荷番所が設置されたことは綿作地として栄えたことを物語る。享和3年（1803年）の報告書『郡村名書上』には「新田村」として記載がある。
明治4年（1871年）鳥取県、明治9年（1876年）島根県、明治14年（1881年）再び鳥取県に所属する。明治22年（1889年）崎津村の大字となる。
森納著『夜見村誌改訂 弓浜半島と夜見村』39頁に｢万治二年の藩の記録に吉津と書かれてあり、そのころ九戸の家があったと言われる。又古老の話では、葭津由来として“開墾の始めは山口、阿川、安田、友森、長谷川、渡部、石橋、松本、吉岡の九戸で、その内最初に家持ちしたのが阿川で承応三年六月十二日にその元祖が死亡している（日本海新聞古老に聴く）”とあるので承応以前、おそらく寛永年中の事と思われる。葭津以北の内浜は歴史は古いが洪水その他の災害で村落の壊滅、絶村状態になった事は度々あったとみられる。崎津村は明治二十二年大崎、葭津が合併して出来た村である｣とある。
資料・伯耆誌
高百九十二石四斗五升七合 家八十二戸 人五百四〇 土産鰡、鴨 東至和田村八丁 南接大崎村 西至海岸二町 北至當成（佐斐神村）十五町 海邊葉葭多キ故ノ村名ナリ万治中ノ官牒ニ吉津ニ作リ其頃家九戸アリシト云ヘリ 産土神日御崎大神 在渡村 小祠一 辻堂一
資料・万延元年（1860年）に書かれた上申書の抜粋
當村清兵衛先祖善左衛門多郎兵衛先祖多郎兵衛右両人ノ者共四国高松の浪人ニ御座候地面ヲ見立テ畑開作仕候所諸作相應ニ生立候ニ付追々出精開立仕度ト奉存候得共自力ニ不叶雲州並近郷之者七八人呼寄開立亡儀力ヲ合セ相働キ候得共何レモ多分之開立自力ニ難及ニ付米子町人五六人へ及相談地主ニ相頼ミ出銀致シ貰ヒ右町人之下作人ト相成追々家内モ相増シ<…略…＞右清兵衛先祖承応三年ニ病死仕リ其磡書類焼失仕候由傳承リ古書者無御座候得共<…略…>元禄十三年ヨリ葭津村ト改号被仰付以来<…略…>開発以来凡二百五十年斗ニ相成…
- 會見郡葭津村 村中
  - 万延元年申八月 日 組頭榮左衛門 同助左衛門 同多郎兵衛[注釈 2]
  - 庄屋喜右衛門 殿
- 右之通願出候趣相違無御座候間宜敷被仰付様奉願上候 以上
  - 申 八月 庄屋喜右衛門
  - 松本栄禄 殿

右之通願出候趣相違無御座候 以上
- - 松本栄禄
  - 山根作兵衛 殿

資料・葭津神社列格稟請書
- 列格ニ就テ 社掌 青砥 誌
  - 葭津神社列格ノ議起リ昭和十七年秋始メテ調査ノ筆ヲ執ル爾来数月總代松本周一・石橋善賢・安田米氏東奔西走由緒土地及工作物等ノ登録寫眞等数ヶ月ノ日時ヲ要シテ手續ヲ了シ昭和十八年七月初旬一切完了セルニ依リ松本豊村長副申ニ以テ稟請上縣ニ及ブ此間米子安田千松氏ノ尽力ア直接縣当局トノ交渉ニ依リ期ヲ早クセリ

- - 訂正追加等ヲ加ヘ八月二十日再提出ノ処タマタマ神社法令改正ニ依リ又再ビ訂正追加ヲナシ九月初旬完結上縣処九月十日鳥取震災ノ為一月ヲ遅シ十月五日二度ノ上縣提出セルモ尚ホ更ニ充分ナル修正ヲ加ヘ十月末日縣知事宛送付ス

- - 書類一切二付縣祭務官補船木氏ノ指示指導ニ俟ツモノ多ク之ヲ多謝ス 仝十九年五月三日付ニテ縣内政部長ヨリ神祇院ヨリノ照會ニ依リ巻末別冊ノ通リ回報ス仝年五月廿日付ニテ縣心達ス 仝十九年七月廿四日付ヲ以テ教学課長ヨリノ照會ニ関シ八月五日青砥社掌上縣回答手續ヲ了シ八月七日付ヲ以テ別冊ノ如ク回答進達ヲナス

- 昇格

昭和十九年十月十九日付ヲ以テ村社列ク格ノ調令到達セルニ依リ仝十月廿九日氏子總代石橋善賢社司上縣々庁松本孟敦氏ニ面談謝意前祭務官補船木氏へ謝意ヲ表ス 仝十九年十月三十一日昇格報告並奉祝祭執行ス （下略）
- 昭和十八年八月二十日 西伯郡崎津村大字葭津字北谷一七三六番地鎮座
- 無格社葭津神社崇敬者總代
  - 安田米 石橋善賢 松本周一
- 同社掌
  - 青砥重彦
- 鳥取縣知事 武島一義 殿

- 理由
  - 葭津ノ地ハ承応三年以前ノ開村ニ繁リ寛永年間後此村ノ阿川氏ノ祖ニシテ社帳書上ニ記載アル葭津村庄屋善左衛門始メテ此地ヲ開発試作相應ニ生立チシニヨリ一層力ヲ侭シ開立テセシコト村覚書ニモ見エ隣地大崎村ヨリ早ク開拓セルコト既ニ五十年以前ナリ此頃相續キテ石橋家、長谷川家、友森家、松本家、渡部家、山口家、吉岡家、安田家ノ各祖来住シ不毛地ヲ開拓シテ農耕ヲ営メリ万治年中ノ官諜ニ吉津ニ作リ其頃家九戸アリト云ヘルハ右ノ九氏ノ祖家ヲ云ヘルモノノ如シ斯シテ當初ノ祖家各傳統シテ子孫累代此地ニ居住シ農耕ヲ営ミシニヨリ寛文十三年五月ノ石高十二石七升五合一勺新開立高一石九斗六合トアリ相繁栄シテ部落ヲ形成スルニ及ビ （下略）

戸数、人口、石高
- 江戸時代初期
  - 9戸

- 寛文13年（1673年）
  - 12石

- 安永期（1772年 - 1780年）
  - 21戸、77石

- 文久期（1861年 - 1863年）
  - 82戸、504人、192石

### 葭津村開発当時の家系
『新修 米子市史（第五巻） 民俗編』31-32頁によれば、
｢中世末期から江戸時代初期にかけては、長く続いた戦乱も治まり、士・農・工・商という新しい身分制度による分業化が定着していく時期であり、そうした時代の趨勢の中で、武士が刀を捨てて、帰農していく例も多かった。特に、敗戦によって主家を失って、浪人となった武士たちにとっては新しく定住の地を求めて、田畑を開墾していくことが生きながらえていくための唯一の選択であったとも考えられる。弓ヶ浜においても、開発の初期の段階では、武家出身者によって村が開かれたという所が多く、その中でも、尼子の浪人を開発の先祖だと伝えている村が多い。｣という。
各家の元祖の氏名と履歴
- 阿川家元祖・善左衛門

讃岐高松の浪士であると言い伝う。「葭津村庄屋善左衛門」と社帳書上げに記載あり。
- 石橋家元祖・多郎兵衛

雲州廣瀬尼子氏の浪士であると言い伝う。〈上手〉石橋家の祠の前にあるムクノキは米子市3位の大きさのムクノキとして成長している。
- 友森家元祖・助左衛門

門江村より出た。平知盛の庶子清親〈高曽子丸〉の後裔であるという。高曽子丸は壇ノ浦より逃れ出雲片江浦に着き石見五郎清親式部と号す。清親の末裔、平清重は天正5年（1577年）没する。助左衛門、当地に転住し次代観蔵の代に百姓となる。初め知盛と言ったが明治維新の際現姓（友森氏）に改めた。
南波冀志著『鳥取県の平家部落』に153-154頁によれば、｢当主は義元といい、その先祖は平知盛（重盛の弟）で、廉子高曾子丸（五才）は、元暦二年（一一八五）三月下旬壇の浦合戦後、一族とともに船で出雲国島根郡門江の浦（片江浦）にのがれたが、その後現在のところにうつったのは、いつのころか明らかでない。家紋は、鍬形に蔦の葉という珍しいもので、墓は葭津地内にある｣という。
2016年現在、葭津地内にある友森家の墓群を見たところ、家紋は五瓜に蔦の葉と呼ばれるものに酷似していた。
- 山口家元祖・山口道弥の後室 初代は道三

道三は豊臣家の医官〈眼医〉山口道弥の一子。母は古澤備中守の娘也といい伝える。山口氏の本姓は大内氏。
文政6年（1823年）山口良哉は寺子屋を開き、明治4年（1871年）には男子40人を教え明治6年（1873年）まで続いた。
- 吉岡家元祖・與右衛門

雲州大根島より出たと称する。一説に雲州能義郡出かともいう。
- 長谷川家元祖・又兵衛

雲州塩冶村より塩冶氏の浪士であると言い伝う。
- 渡部家元祖・又右衛門

雲州大根島より出たと称する。波入村門屋という。吉兵衛が天明年間（1781年〜1788年）、宗旨庄屋を務め文化13年（1816年）から文政5年（1822年）まで大庄屋を務めた。
- 松本家元祖・次郎助

雲州大根島より出たと称する。幕末期、多次郎が庄屋を務めた。
- 安田家元祖・吉左衛門

米子城主池田由之の末裔を称する。万治年間（1658年〜1660年）安田氏の祖日野郡二部より米子に再住し紺屋を営んだが後、葭津に移住し農耕をなす。二部屋と称す。麦垣新田と称した当時上記先住者8戸に相次ぎ入住した。

### 江戸時代の村役人
大庄屋
- 渡部吉兵衛 文化13年（1816年）〜文政5年（1822年） 文化年間以後苗字名乗りを許される

庄屋
- 善左衛門 江戸時代初期
- 傳兵衛 文化13年（1816年）頃
- 喜右衛門 万延元年（1860年）8月の文書にみえる
- 多次郎

組頭
- 藤助、善左ェ門、伊助、七兵衛 1831年頃
- 榮左衛門、助左衛門、多郎兵衛 - 万延元年（1860年）8月の文書にみえる

### 明治時代の村吏員
用掛
- 阿川栄吉 明治5年（1872年）

戸長
- 松本遷禄 明治7年（1874年）4月 〜 明治12年（1879年）3月

任宗寺毘沙門堂資料
- 明治二十一年十月二十五日
- 奉請延命地蔵願王尊開眼専祈當村中善男善女
- 願主…友森豊重（家道興隆・子孫長久之処）
- 導師大祥現童梅芳謹誌之
- 當庵現住…金山龍山
- 用係…長谷川伊勢格
- 世話人…阿川荘一郎・渡部栄治郎

- 明治二十五年壬辰四月十七日
- 奉建立 崎津村大字葭津村大師堂
- 堂守…金山龍山
- 本願…大字葭津村中
- 村長…松本金太郎
- 助役…松本是一郎
- 書記…松本正方
- 村議員…吉岡善重郎 松本守禄 山口豊平 阿川良造 山口八蔵 吉岡清次郎
- 区長…石橋観禄[注釈 3]
- 大工…門脇又作 阿川政四郎 渡部熊市
- 左官…渡部弥平次

## 大崎
天和年間（1681年〜1684年）に小篠津村（現・境港市小篠津町）の角氏、矢倉氏、木村氏、松本氏、宮本氏、武良氏、安藤氏、永井氏など18戸が移住した。
元は巌谷村と称していたが元禄3年（1690年）大崎村と改名した。
明治10年（1877年）の調査によると、戸数293、荷舟13、漁舟95、綿一ヵ年出来高787本、職業は農業男694人、女705人、商男7、女5、工男4、漁業男2、鍛冶男2、他に女織物多数（崎津村誌）
明治12年（1879年）、戸数269、人口1360人、牛3、馬5、船101、物産は米、麦、甘藷、鰡（ぼら）（共武政表）。
資料・小篠津村出の人によりて作られたる先祖書覚帳 角市左衛門記述
- 一、元禄四年未歳大崎村新田御願の元祖当家の先祖角喜右衛門、九郎右衛門、平兵衛、太郎三郎、伝次郎、治兵衛、仁兵衛、五右衛門、清左衛門、善吉右十人小篠津村より出百姓に御願申上候
- 一、渡村より与三兵衛、次郎右衛門、伝兵衛、喜兵衛、長三郎、惣助右六人両村より己上十六人当村新田御願申上早速被為仰付其歳直に右十六人引越開作仕候其外七八人茂追々出百姓に罷越候
- 一、元禄十三年辰蔵検地被為仰付田畑高三十三石一斗八升七合出来申候
- 一当家先祖角喜右衛門歳三十三歳にて当村に出百姓に罷越其年より直に御役儀被為仰付二十年来相勤申候

戸数、人口、石高
- 天和期（1681年 - 1684年）
  - 18戸

- 安永期（1772年 - 1780年）
  - 39戸、50石

- 文久期（1861年 - 1863年）
  - 230戸、1,049人、265石

- 明治10年（1877年）
  - 293戸
  - （士族2戸、平民291戸）

### 大崎村開村者
- 第一次小篠津村出

角善右衛門、宮本九郎右衛門、木村平兵衛、木村仁兵衛、多五郎、多五三郎、太郎三郎、永井清左衛門、矢倉弥兵衛、松本治兵衛、武良輿助
- 第一次渡村出

松本長三郎、木下長五郎、木下惣助、渡部治郎右衛門、渡部傅兵衛、小笹喜兵衛
- 第二次小篠津村出

木村久兵衛、安藤新次郎、矢倉伊兵衛、矢倉五右衛門、矢倉房市、傳次郎、弥左衛門

### 江戸時代の村役人
庄屋
- 喜右衛門
- 長五郎 幕末期

### 明治以後の村吏員
用掛
- 木下長五郎 明治5年（1872年）

戸長
- 木下長五郎 明治12年（1879年）4月〜明治14年（1881年）3月

- 松本政市 明治14年（1881年）4月〜明治16年（1883年）3月

- 遠藤周平 明治16年（1883年）4月〜明治20年（1887年）3月

- 遠藤一郎 明治20年（1887年）4月〜明治22年（1889年）9月

歴代崎津村長

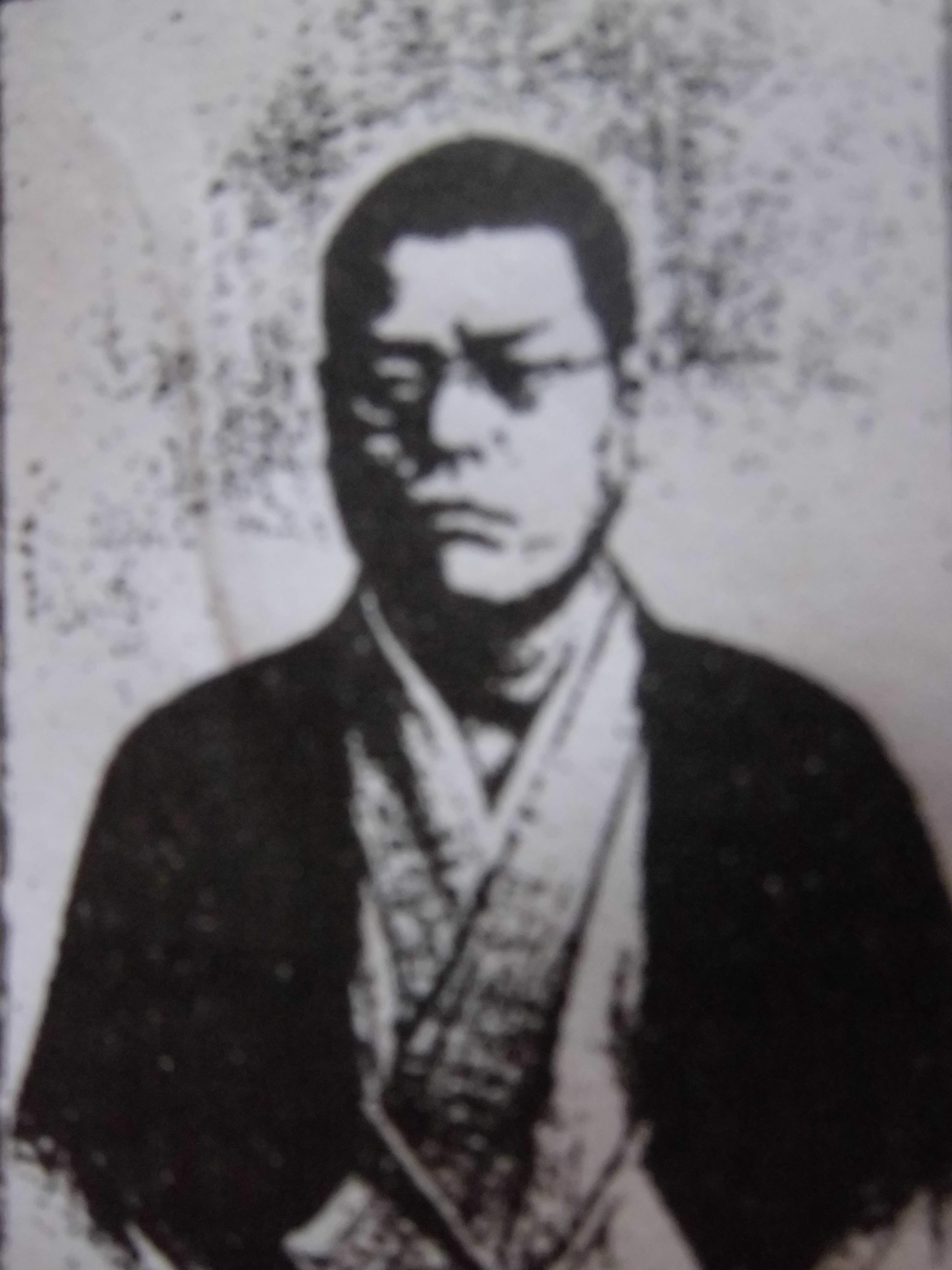
崎津村長長谷川準
（『島根鳥取名士列伝』）

- 松本全太郎 明治22年（1889年）12月〜明治29年（1896年）9月

- 木村得栄 明治29年（1896年）10月〜明治31年（1898年）9月

- 佐々木遷三 明治31年（1898年）10月〜明治33年（1900年）2月

- 角欽五郎 明治35年（1902年）2月〜明治37年（1904年）12月

- 松本是一郎 明治37年（1904年）12月〜明治43年（1910年）9月

- 長谷川準 明治43年（1910年）12月〜大正4年（1915年）8月

- 角欽五郎 大正4年（1915年）11月〜大正9年（1920年）11月

- 永田堅太郎 大正9年（1920年）1月〜昭和3年（1928年）1月

- 嘉賀梅蔵 昭和3年（1928年）1月〜昭和5年（1930年）1月

- 松本正人 昭和5年（1930年）2月〜昭和18年（1943年）2月

## 出身人物
大崎
- 矢倉五左衛門（篤農家） - 綿の栽培技術、品種改良に尽力した
- 松本万年（医師）
- 松本象二郎（軍人・海軍少将）

葭津
- 渡辺全達（医師）

幕末期の村医。慶応3年（1867年）在中御目見得医師として鳥取城に召しだされた名医であり、著書に「医道秘法」がある。子の一郎は京都で修行の後、帰郷して葭津で開業し蘭方医師として名声を博した。
- 古沢龍巣（眼科医、書家）

とっとりデジタルコレクション--古沢龍巣
- 安田七蔵

とっとりデジタルコレクション--安田七蔵

### ゆかりある人物
- 松岡忠男（教育者）

鳥取県西伯郡大篠津村（現米子市大篠津町）出身。元米子市立第二中学校長、元鳥取県中学校長会長、元米子市教育長。妻・徹子は葭津・石橋喜市の娘。

## 商工業
- 明治37年（1904年）『伯耆国実業人名鑑』によると、代表的商工業者は次のとおりである[3]。

大崎
酒類醸造業（銘朝日山）質屋業 - 木村得栄
酒類醸造業（銘愛国） - 木村一義
葭津
繰綿繭仲買業 - 友森栄七
繰綿繭仲買業 - 門脇清蔵
繭糸仲買業 - 山口源之丞
質屋業並煙草一手販売卸小売 - 山口豊平
酒類醸造業・繰綿繭糸仲買業 - 阿川磯市
- 大正元年（1912年）『山陰実業名鑑』（綱島幸次郎編）によると、地価三百円以上、大崎二十人、葭津十五人、所得税納入者、大崎七人、葭津五人で国税営業税納入者は大崎村の木村得栄（酒醸造業）の九十二円五銭他大崎村のみで八人となっている[4]。

|              | 地価額             | 所得税          | 営業税        | 住所   |  |
| ------------ | ------------------ | --------------- | ------------- | ------ |  |
| 木村得榮     | 二.五八二円 九一〇 | 一四七円 九七〇 | 九二円 〇五〇 | 大崎村 |  |
| 宮本源四郎   | 一.一二二円 一八〇 | 九円 九〇〇     | 一八円 〇五〇 | 大崎村 |  |
| 松本是一郎   | 一.〇九六円 二六〇 | 七円 七六〇     |               | 葭津村 |  |
| 松本周一     | 九九二円 五〇〇    | 八円 一八〇     | 一八円 〇五〇 | 大崎村 |  |
| 友森熊太郎   | 八八二円 九五〇    | 六円 六八〇     |               | 葭津村 |  |
| 小笹清市郎   | 八五六円 七八〇    | 七円 二〇〇     |               | 大崎村 |  |
| 角欽五郎     | 八四八円 八九〇    | 一五円 一九〇   | 一九円 一二〇 | 大崎村 |  |
| 石橋吉太郎   | 七五四円 二二〇    | 七円 二四〇     |               | 葭津村 |  |
| 長谷川準     | 七一三円 五九〇    | 一七円 三四〇   |               | 葭津村 |  |
| 木村眞吾     | 五三〇円 九三〇    |                 |               | 大崎村 |  |
| 小笹豊利     | 四六四円 三二〇    |                 |               | 大崎村 |  |
| 友森繁市     | 四六三円 一一〇    | 七円 〇八〇     |               | 葭津村 |  |
| 渡部源吉     | 四二五円 〇八〇    |                 |               | 大崎村 |  |
| 永井岩市     | 四二四円 一一〇    | 六円 〇〇〇     |               | 葭津村 |  |
| 安田久馬蔵   | 四〇九円 八九〇    |                 |               | 葭津村 |  |
| 松本彌吉     | 四〇四円 二二〇    |                 |               | 大崎村 |  |
| 長谷川文太郎 | 三八三円 三〇〇    |                 |               | 葭津村 |  |
| 角重忠       | 三六二円 八三〇    |                 |               | 大崎村 |  |
| 矢倉浩       | 三四九円 六七〇    |                 |               | 大崎村 |  |
| 長谷川篤美   | 三四六円 四九〇    |                 |               | 葭津村 |  |
| 阿川岩蔵     | 三四五円 八五〇    |                 |               | 葭津村 |  |
| 石橋観禄     | 三四一円 二八〇    |                 |               | 葭津村 |  |
| 木村虎松     | 三三四円 三九〇    |                 |               | 大崎村 |  |
| 矢倉福松     | 三三二円 〇二〇    |                 |               | 大崎村 |  |
| 吉岡孚衛     | 三二九円 〇七〇    |                 |               | 葭津村 |  |
| 木村好松     | 三二七円 七七〇    |                 |               | 大崎村 |  |
| 吉岡虎松     | 三三二円 七九〇    |                 |               | 葭津村 |  |
| 友森薫延     | 三二一円 二九〇    |                 |               | 葭津村 |  |
| 渡邊千賀蔵   | 三一四円 七八〇    |                 |               | 葭津村 |  |
| 矢倉長太郎   | 三一四円 二九〇    |                 |               | 大崎村 |  |
| 松本捨松     | 三一四円 二〇〇    |                 |               | 大崎村 |  |
| 角寛一       | 三〇八円 六八〇    |                 |               | 大崎村 |  |
| 小笹長重     | 三〇八円 二〇〇    |                 |               | 大崎村 |  |
| 角爲彦       | 三〇四円 二四〇    |                 |               | 大崎村 |  |
| 松本光太郎   | 三〇二円 〇九〇    |                 |               | 大崎村 |  |
| 角熊次郎     |                    | 七円 八八〇     | 八円 一七〇   | 大崎村 |  |
| 松本多作     |                    | 六円 八八〇     |               | 大崎村 |  |
| 嘉賀梅蔵     |                    | 六円 六〇〇     |               | 大崎村 |  |
| 木村一重     |                    | 六円 〇四〇     | 八円 三〇〇   | 大崎村 |  |
| 渡邊千太郎   |                    |                 | 八円 一二〇   | 大崎村 |  |
| 角竹次郎     |                    |                 | 七円 四一〇   | 大崎村 |  |
| 山口源之丞   |                    |                 | 六円 一四〇   |        |  |
| 阿川勝二郎   |                    |                 | 五円 七五〇   |        |  |

- 昭和9年（1934年）『米子市、西伯郡、日野郡明鑑』（資力調査会編、代表松尾泰蔵）に載る昭和7年（1932年）度の国税営業収益税納入者は、大崎のみで次の4人となっている。

木村義寿郎（五十一円三十八銭）
角清一（二十四円六十銭）
矢倉浅太郎（八円八十銭）
松本荒水（八円八十銭）

### 店・企業
- イシバシホールディングス

## 信仰
内浜では、モット講と呼ぶ近隣に例を見ない独特の同族祭祀が行われている。弓ヶ浜は同族意識の極めて強い地域で、モットとかカブとか呼ばれているその結合組織には、かなり大規模なものも見られる。この中でモット講が最も盛んに行われているのは、内浜の葭津と大崎である。